# Hurtigbus
Hurtigbus er en særligt hurtig buslinje med begrænset antal stop undervejs. I København har de eksisteret i flere omgange i forskellig udformning.
Første gang der opereredes med hurtigbusser var i perioden 1951-56, hvor tre nyoprettede buslinjer med forskellige forhold fik betegnelsen men i øvrigt fortsatte uændret bagefter. Anden gang var som forsøg i 1959-60 med to myldretidslinjer til Husum og Vigerslev. Tredje gang startede som forsøg i 1964 og officielt fra 1966 med enkelte ture på linje 33 til Dragør. Med dannelsen af HT i 1974 indførtes et egentlig hurtigbus-koncept, hvor normale linjer i både København og resten af Hovedstadsområdet suppleredes af hurtigbuslinjer. I 1989 blev konceptet opgivet, og de efterhånden 12 linjer enten ændret til ekspresbusser eller nedlagt.

## 1951 - 1956
Sidst i 1940'erne og op gennem 1950'erne udvidede Københavns Sporveje sit linjenet kraftigt med en række nye buslinjer. Blandt disse var linje 37, 38 og 42, der alle betegnedes hurtigbus og havde et begrænset antal stoppesteder undervejs. På stoppestederne blev linjenumrene angivet med hvid skrift på grøn bund, hvor almindelige bus- og sporvejslinjer benyttede rød skrift på hvid bund (faste stoppesteder) eller blå skrift på hvid bund (øvrige stoppesteder). Men bortset fra det var der tale om tre linjer af vidt forskellig karakter, der ikke havde meget andet end hurtigbus-navnet og betjeningen af industrikvarterer til fælles.

### Linje 37
Den første hurtigbuslinje, 37, oprettedes som en enmandsbetjent buslinje i 1951 fra Holmens Bro gennem Østamagers industrikvarter til Italiensvej i Sundbyøster, fra 1952 forlænget til Kastrup Fort om sommeren. Stoppestedsafstandene var forholdsvis store, men ellers var det en almindelig linje, der kørte i hele driftstiden med 10-minuttersdrift i myldretiden og 20-minuttersdrift i øvrigt.
Taksterne var de almindelige som på sporvejslinjerne og buslinjerne i omegnen, og der krævedes således ikke den ekstra såkaldte busfemøre, der indtil 1955 fungerede som en ekstratakst på buslinjerne ad Strøget (28, 29 og senere 41) og de buslinjer, der blev drevet i samarbejde med Amagerbanen (30, 32-35). Til gengæld kunne der ikke købes billet i bussen, så passagererne måtte have omstigningsbillet, rabatkort eller abonnementskort i forvejen. Baggrunden for disse begrænsninger var, at man ønskede at nedsætte den tid det tog at billettere passagererne og dermed de tidskrævende ophold ved stoppestederne. I stedet kunne de ansatte i industriområdet købe rabatkort i virksomhedernes kantiner eller kontorer, ligesom de her kunne bestille uge- og månedskort. Andre passagerer måtte til gengæld forsyne sig hos konduktører på andre linjer, trafikmesterkontorerne ved remiserne, trafikvagter og visse kiosker. Tilsvarende forhold gjaldt i øvrigt også på linje 39 til 1958 og 42 og 43 til 1963, hvor linje 37 også fik normale forhold, da der indførtes billetmaskiner.

### Linje 38
Året efter i 1952 åbnedes linje 38 i den stik modsatte retning fra Rådhuspladsen ad bl.a. Ågade og Hareskovvej til Gladsaxe. Baggrunden for linjen var, at man ikke ønskede, at det private selskab Forenede Rutebiler, der allerede havde linjer endende på Bellahøj, skulle kunne køre helt ind til centrum i København. Driften var som på linje 37 med kørsel i hele driftstiden med 10-minuttersdrift i myldretiden og 20-minuttersdrift i øvrigt, i det der dog snart udvidedes med 10-minuttersdrift om aftenen i weekenderne også. Men derudover var der den forskel, at der om morgenen kørtes i sløjfe gennem industrikvarteret i Gladsaxe i retning mod Gladsaxe og i eftermiddagsmyldretiden modsat.
En særhed for linjen var, at der benyttedes særlige kombinerede en- og tomandsbetjente busser, så der kunne køres med konduktør i myldretiden men ellers enmandsbetjent. Af samme årsag forsynedes busserne med særlige klapskilte foran, der viste om bussen var enmandsbetjent med indstigning foran hos chauføren eller tomandsbetjent med indstigning bagi hos konduktøren. Var bussen enmandsbetjent vistes et rødt skilt med hvid skrift, og var den tomandsbetjent vistes et sort skilt med hvid skrift. På den måde kunne passagererne allerede på afstand se, hvilken dør de skulle ind ad. Med indførelse af maskinbilletter i 1954 blev enmandsbetjeningen imidlertid udvidet, og i 1956 forsvandt konduktørerne fra linjen. Skiltene der viste om en bus var en- eller tomandsbetjent blev til gengæld udbredt til alle busser og var i brug, indtil linje 28, 29 og 41 som de sidste blev enmandsbetjente i 1965.
Takstmæssigt gjaldt de almindelige billetter uden busfemøre eller krav om forudkøbt billet eller kort. Men da linjen undervejs passerede grænsen mellem Københavns og Gladsaxe Kommune, passerede man også en takstgrænse på Hareskovvej lige nord for Utterslev Mose. Følgen blev at der krævedes en særlig billet eller kort for kørsel mellem Frederikssundsvej og Gladsaxe, i det den københavnske enhedstakst dog også gjaldt ud til takstgrænsen ved Utterslev Mose.
Ved oprettelsen af linjen skrev Københavns Sporveje i øvrigt blandt andet:

"Hurtigbuslinjen som udflugtslinje. Hurtigbuslinjens opgave vil om hverdagen være navnlig at skaffe de i Gladsaxe industrikvarter beskæftigede en bekvem befordring til og fra arbejdspladsen. På søn- og helligdage samt i ferierne vil hurtiglinjen også være den ideelle udflugtslinje til den storslåede naturpark Utterslev og Søborg mose. Der er her lejlighed til på en billig og bekvem måde at køre ud til naturparken, idet der vil kunne køres for almindelig sporvejstakst til rotunden nord for mosen. Fra rotunden kan foretages smukke spadsereture i mosen med dens berømte fugleliv, og turen kan lægges således, at der køres hjem igen fra rotunden med hurtigbuslinjen, der går lige til Rådhuspladsen."

### Linje 42
Som den tredje hurtigbuslinje oprettedes i 1955 linje 42 mellem Uplandsgade på Amagerbro og industrikvarteret på øen Prøvestenen. I modsætning til sine to kollegaer var driften spartansk, i det der kun kørtes i myldretiden og kun med 20-minuttersdrift. Der gjaldt de sædvanlige takster (busfemøren var nu bortfaldet), men som på linje 37 skulle passagererne have omstigningsbillet, rabatkort eller abonnementskort i forvejen.
Fra starten havde linje 42 en for den tid noget iøjnefaldende bestemmelse, som det fremgik af Københavns Sporvejes information til det kørende personale:
"Ifølge brandvæsenets bestemmelse er tobaksrygning samt anden brug af åben ild eller lys i linje 42-omnibusserne forbudt på hele strækningen. Det påhviler chaufføren at påse, at denne bestemmelse overholdes."
Normalt var det ellers tilladt at ryge i busser indtil 1. marts 1964, men på Prøvestenen opbevaredes store mængder benzin (øen kaldes også Benzinøen), hvorfor enhver form for åben ild udgjorde en risiko.

### Farvel til hurtigbusserne
Begrebet hurtigbusser kom imidlertid ikke til at vare ret længe i denne omgang, idet det forsvandt ved indførelsen af sommerkøreplanen 7. maj 1956. De tre linjer kørte dog foreløbigt videre uændret, og det skete heller ikke umiddelbart ændringer, når det gjaldt takster og billetter. Linje 37 og 42 fik som nævnt normale forhold i 1963, mens Gladsaxe-taksten forblev på linje 38, indtil linjen i 1968 blev afkortet til Mellemvangen ved Bellahøj og således ikke længere passerede kommunegrænsen.
Af de tre nu tidligere hurtigbuslinjer forsvandt linje 38 som den første. Ved etableringen af Hovedstadsområdets Trafikselskab (HT) i 1974 kom Københavns Sporvejes og Forenede Rutebilers linjer under samme hat, og der var således ikke længere behov for at holde sidstnævnte ude. Ved vinterkøreplanen 1974 forlængedes linje 168 således til Rådhuspladsen under det nye linjenummer 68, mens linje 38 reduceredes til myldretidslinje. Ved den efterfølgende sommerkøreplan 1975 blev den så lagt sammen med linje 163 til linje 63 mellem Bagsværd og Rådhuspladsen.
Linje 42 fortsatte, men efterhånden reduceret til nogle få afgange mod Prøvestenen om morgenen og retur om eftermiddagen. Fra 1. april 1987 var linjen planlagt forkortet til Prags Boulevard/Amager Strandvej, da Oliebranchens Fællesrepræsentation havde opsagt overenskomsten om at betale for kørslen på selve benzinøen. Opsigelsen blev dog frafaldet 13. marts 1987, mens forhandlinger om ændret ruteføring og evt. ændrede betalingsvilkår stod på. På grund af den korte frist op til den planlagte forkortelse, fremgik den forkortede ruteføring af køreplanen for 12. april 1987. I den anden ende forlængedes linje 42 4. januar 1988 over Langebro til Hovedbanegården - af hensyn til de beskæftigede på Prøvestenen. Året efter i 1989 fik den nyt nummer 76E. Med sommerkøreplanen 1996 blev den nedlagt, delvist erstattet af den nye linje 47 mellem Vesterport st. og Amagerværket.
Linje 37 havde til gengæld i 1965 opslugt linje 46 og var blevet forlænget via Sundbyvester Plads og Sjællandsbroen til Toftegårds Plads, fra 1981 Valby st. I forbindelse med indvielsen af Øresundsbanen til Lufthavnen ved overgangen til vinterkøreplanen 1998 skete der imidlertid omfattende linjeændringer på Amager, og linje 37 blev reduceret til at køre mellem Holmens Bro og Sundbyvester Plads. Etableringen af Københavns metro og A-busnettet i oktober 2002 medførte på ny omfattende linjeændringer på Amager, og linje 37 blev i den forbindelse nedlagt og erstattet af de nye ringlinjer 77 og 78.
| Linje | Oprettet          | Nedlagt          | Beskiltning       | Linjeføring i 1956                                                                 | Bemærkninger |
| ----- | ----------------- | ---------------- | ----------------- | ---------------------------------------------------------------------------------- | --- |
| 37    | 15. december 1951 | 20. oktober 2002 | Hvid på sort bund | Italiensvej - Strandlodsvej - Vermlandsgade - Torvegade - Holmens Bro              | Fortsatte til Kastrup Fort om sommeren fra 1952. |
| 38    | 1. marts 1952     | 20. april 1975   | Hvid på rød bund  | Gladsaxe (- industrikvarteret) - Hareskovvej – Borups Alle – Ågade – Rådhuspladsen | I morgenmyldretiden kørtes via industrikvarteret mod Gladsaxe og i eftermiddagsmyldretiden mod Rådhuspladsen. Indtil 1954 havde tomandsbetjente busser skilte med hvid skrift på sort bund. |
| 42    | 1. april 1955     | 2. juni 1996     | Hvid på sort bund | Amagerbro, Uplandsgade – Prags Boulevard – Prøvestenen                             | Myldretidslinje. Nummeret ændret til 76E 23. april 1989. |

## 1959 - 1960
Københavns Sporveje var dog ikke færdig med hurtigbusser. I november 1959 oprettedes således hurtigbuslinjerne 81 og 82 i myldretiden, begge med Holmens Bro som udgangspunkt. Linje 81 supplerede sporvejslinje 10, i det den kørte mod sydvest ad bl.a. Ingerslevsgade og Gammel Køge Landevej til Vigerslev med endestation ved Stakhaven. Linje 82 supplerede sporvejslinje 5 og 7 med kørsel ad bl.a. Guldbergsgade, Mimersgade og Frederikssundsvej til Husum Torv. Køreplanen var lidt speciel, i det der kørtes koncentreret i 5-minuttersdrift i et par omgange både morgen og eftermiddag, dog tre omgange om eftermiddagen på linje 82. Takstmæssigt betaltes en betydelig overpris på 1 kr. både med og uden omstigning, hvor de almindelige takster på det tidspunkt var 70 øre med omstigning og 55 øre uden. Ved omstigning fra andre linjer til 81 og 82 skulle der betales 30 øres tillægstakst.
De to linjer blev dog ingen succes, og allerede i juli 1960 blev de indstillet på grund af manglende passagerer. Selvom der kun stoppedes ved tværgående linjer, var der ikke meget besparelse at hente ved køretiden. Linje 82 var således kun ca. 6 minutter hurtigere end linje 5 på turen fra Nørreport til Husum.
| Linje | Oprettet         | Nedlagt       | Linjeføring                                                                                                   | Bemærkninger     |
| ----- | ---------------- | ------------- | --- | ---------------- |
| 81    | 2. november 1959 | 18. juli 1960 | Vigerslevvej, Stakhaven – Gammel Køge Landevej – Vigerslev Alle - Ingerslevsgade – Holmens Bro                | Myldretidslinje. |
| 82    | 2. november 1959 | 18. juli 1960 | Husum Torv – Frederikssundsvej – Mimersgade – Guldbergsgade – > Gothersgade >(< Købmagergade <) - Holmens Bro | Myldretidslinje. |

## Planskitse og langtidsplan
Et par år efter det mislykkede forsøg gjorde Københavns Sporveje sig atter tanker om hurtigbusser, denne gang i rapporten En planskitse for sporvejene. Baggrunden var at der var sket en stor udflytning til omegnskommunerne med følgende øget behov for forbindelser derfra og til centrum. De fandtes ganske vist til en vis grad i form af det voksende S-togsnet, men på vejene var der kun direkte linjer fra centrum til Gentofte, Gladsaxe og det sydlige Amager. Etablering af flere linjer ville imidlertid kræve koncessioner og forhandlinger med de berørte kommuner og private rutebilejere, så det var kun i begrænset omfang muligt at komme med konkrete forslag. Derudover kunne det tænkes, at nogle af linjerne i stedet skulle være almindelige linjer, eller at eksisterende linjer skulle forlænges. Umiddelbart tænkte man sig dog at der kunne etableres forbindelser fra centrum til blandt andet Bagsværd, Herlev, Rødovre, Hvidovre og Vestamager.
For enkelte linjer gik man dog lidt mere i detaljer. Den daværende sporvognslinje 8 mellem Christianshavn og Bellahøj, der i forvejen var forudsat omstillet til busdrift, foresloges således forlænget ad Hareskovvej eller Horsebakken til et projekteret boligkvarter i Gladsaxe, det senere Høje Gladsaxe. Tilsvarende havde man tanker om et par hurtigbuslinjer i forbindelse med planer om en gennemgribende omlægning af linjerne i Vigerslevområdet. Her kunne en af dem gå fra det på det tidspunkt projekterede Hvidovre Hospital ad for eksempel Folehaven - Gammel Køge Landevej - Sønder Boulevard til centrum. Den anden kunne gå fra Gammel Køge Landevej ad Ellebjergvej og linje 22's rute langs Sydhavnen og efterfølgende videre under Langebro og Knippelsbro til Kongens Nytorv.
Det blev dog ikke umiddelbart til noget med hurtigbusser i den omgang, og da for eksempel linje 8 blev bus kom den til Tingbjerg i stedet. Tankerne om hurtigbusser dukkede imidlertid op igen i Langtidsplan for Københavns Sporveje fra 1965. Her hed det at det var en "presserende opgave at få etableret gennemgående, hurtige buslinjer mellem de nærmeste omegnskommuner og centrum. Dette gælder især sektorerne mellem S-banefingrene, altså de områder, der ikke er direkte betjent af S-tog." Planen skitserede efterfølgende forlængelser af flere eksisterende linjer, for eksempel af ovennævnte linje 38 til Bagsværd, og nye linjer til blandt andet det kommende Hvidovre Hospital, en "eventuelt kommende bebyggelse syd for Brøndbyøster" og det planlagte boligkvarter Urbanplanen på Vestamager. Det fremgik ikke af planen hvilke linjer, der skulle have haft hurtigbusser, og i praksis blev de nye linjer da også på papiret, mens de forlængelser der senere skete blev som almindelige linjer.

## 1964 - 1974
Ude i virkeligheden kom der dog atter hurtigbusser om end i noget mere beskedent format. 15. december 1964 indsattes der forsøgsvis hurtigbusbusser som gennemgående vogne på linje 33 mellem Dragør og Rådhuspladsen med fire afgange i morgenmyldretiden mod Rådhuspladsen og tilsvarende fire afgange i eftermiddagsmyldretiden mod Dragør. Mellem Dragør og Englandsvej/Løjtegårdsvej standsedes ved de almindelige stoppesteder, mens der på resten af turen til Rådhuspladsen kun standsedes ved Vinkelhusene ved Sneserevej. I første omgang var de nye hurtigbusser ikke optaget i køreplanen, men det blev de fra sommerkøreplanen 1. maj 1966.
Linje 33 blev ligesom linje 30, 32, 34 og 35 drevet i samarbejde mellem Københavns Sporveje og Amagerbanen, der stod for busdriften i Tårnby, Store Magleby og Dragør Kommuner. Det betød for linje 33's vedkommende, at der var en takstgrænse på Englandsvej ved Nordregård ved grænsen mellem Københavns og Tårnby Kommuner, og passagerer der krydsede denne måtte derfor have billet eller kort til begge selskaber.

## 1974 - 1989
Med virkning fra 1. oktober 1974 indgik Københavns Sporveje og busdriften hos 11 andre offentlige ejede selskaber, herunder Amagerbanen, i det nydannede Hovedstadsområdets Trafikselskab (HT) med det formål at kooordinere drift og takster. Små to uger efter, 13. oktober 1974, kom de første resultater med vinterkøreplanen, heriblandt de to nye hurtigbuslinjer 5H og 33H, der i myldretiden supplerede buslinjerne 5 og 33. Linje 33H var en fortsættelse og udvidelse af driften med de hidtidige hurtigbusser på linje 33, mens linje 5H erstattede nogle afgange på linje 5 i morgenmyldretiden fra Husum Torv hhv. Brønshøj Torv til Kompagnistræde, der var blevet indført, da linjen overgik til busdrift 23. april 1972. Princippet for begge linjer og flere senere kollegaer var, at der kørtes fælles med en given linje, der deltes nummer med, på dennes yderstrækning men derefter kørtes uden eller med kun enkelte stop ind til centrum, evt. ad en genvej. Således kørte f.eks. linje 5H fra Husum Torv med stop ved alle stoppesteder som linje 5 indtil Bellahøj, hvorefter der kørtes uden stop ad Borups Allé - Bispeengbuen - Ågade mv. til Nørreport st., hvorefter den igen fulgte linje 5 til Kompagnistræde.
De nye hurtigbusser fik udover H'et grønne destinationsskilte med hvid skrift, mens taksterne til gengæld var de samme som på alle andre linjer. Disse forhold gjaldt også for de nye hurtigbuslinjer, der efterhånden spredte sig udover Hovedstadsområdet begyndende med linje 162H fra sommerkøreplanen 1975. Også linjerne udenfor København karakteriserede af lange stræk uden stop, men hvor f.eks. linje 162H på Ring 3 havde 20-minutterdrift, var der kun enkelte afgange på f.eks. den i 1978 oprettede linje 308H mellem Roskilde og Slangerup. Fælles for næsten alle linjer var dog, at der kun kørtes i myldretiden på hverdage. Undtagelsen der bekræftede reglen var den i 1981 oprettede linje 340H, der kørte i timedrift i dagtimerne på hverdage mellem Helsingør st. og Hornbæk st. Oprindelig kørtes endda også nogle afgange i weekenderne, noget der ellers kun forekom på netop ovennævnte linje 308H.
En enkelt hurtigbuslinje fik kun kort levetid, 307H. Oprindelig indførtes hurtigbusser fra sommerkøreplanen 1975 i form af enkelte afgange på linje 307 Roskilde - Ølstykke - Slangerup og uden stop mellem Roskilde og Jyllinge. De blev senere suppleret af hurtigbusser på linje 307's tvilling med samme nummer Roskilde - Frederikssund - Hillerød. Fra sommerkøreplanen 1977 betegnedes hurtigbusserne på begge linjer som 307H. Året efter fik man imidlertid ved sommerkøreplanen 1978 gjort noget ved nummerforvirringen. Linje 307H nedlagdes, og kørslen på både denne og linje 307 mellem Roskilde og Slangerup overgik til de nye linjer 308 og 308H. Linje 307 koncentreredes om Roskilde - Hillerød, mens hurtigbuskørslen her overgik til den nye ekspresbuslinje 309E. Dermed blev linje 307H den eneste hurtigbuslinje, der nedlagdes før 1989.
Med en enkelt undtagelse havde alle linjer fælles nummer med en almindelig linje, og i køreplanerne stod de endda også i flere tilfældet blandet med disse. Undtagelsen var linje 4H, der oprettedes i 1982 mellem Tingbjerg og Kongens Nytorv. Der havde ikke eksisteret nogen linje 4 siden 1955 og i stedet suppleredes linje 7 til Kongens Nytorv og linje 8 til Tingbjerg.
Antallet af hurtigbuslinjer nåede sit højdepunkt med vinterkøreplanen 1983 med oprettelsen af linje 10H mellem Avedøre og Københavns centrum. Der var nu 12 linjer men af ret så forskellig karakter. På nogle af de mere landlige linjer var der som nævnt kun få afgange, mens linje 33H til Dragør modsat kunne prale af tillempet 10-minuttersdrift og fra efteråret 1982 HT's første ledbusser i bybusudgave.

### Hurtigbusserne der ikke kom
I 1986 fremlagde HT et forslag om ændring af busnettet i det centrale København, hvor der blandt andet skulle oprettes to nye hurtigbuslinjer. Baggrunden for forslaget var blandt andet, at rejsemønstrene havde ændret sig i de forgangne årtier, og et ønske om at tiltrække nye passagerer. Der var lagt op til, at ændringerne skulle ske i tre etaper i løbet af 1986-1987, idet hurtigbuslinjerne skulle oprettes som en del af 2. etape i foråret 1987, hvor der især fokuseredes på Frederikssundsvej, Nørrebrogade, Tagensvej og Amagerbrogade.
Den ene linje, linje 7H, skulle køre fra Ballerup st. ad Frederikssundsvej - Nørrebro st. - Tagensvej - Blegdamsvej til Østerport st. Den skulle kun køre i myldretiden med få stop mellem Husum Torv og Nørrebros Runddel men ellers ved alle stoppesteder. Linjen ville give en direkte forbindelse mellem Østerbro og industrikvarterne i Herlev og Ballerup, give kortere køretid mellem Nørrebro og Husum og supplere linje 7 mellem Husum og Ballerup.
Den anden linje, linje 41H, skulle køre fra Islevdalvej i Rødovre ad Tårnvej - Roskildevej - Vesterbrogade til Kongens Nytorv. Den skulle kun køre i myldretiden med få stop på Roskildevej og Vesterbrogade men ved alle stoppesteder i Rødovre. Linjen skulle skaffe en hurtigere forbindelse for beboere omkring Tårnvej/Rødovre Parkvej til og fra Indre By, idet der blev sparet tid ved færre stop og ved ikke at køre omkring Rødovre st. som linje 41, som den nye linje samtidig ville aflaste. Derudover ville den forbedre betjeningen af industrikvarteret omkring Islevdalvej.
I praksis blev mange af ændringerne i forslaget på papiret, heriblandt oprettelsen af linje 7H og 41H. Frederikssundsvej fik dog hurtigere busser i 1989 med ændringen af linje 7 til ekspresbuslinjen 7E og den samtidige oprettelse af linje 17E. Tilsvarende indgik en stor del af linje 41H's planlagte rute i linje 550S, der blev oprettet i 1996.

### Ekspresbusser og andre afløsere
Parallelt med de nye hurtigbusser introduceredes 26. september 1976 yderligere begrebet ekspresbusser begyndende med linje 75E og 122E. Som hurtigbusserne kørte de også lange stræk uden stop undervejs, men de delte ikke numre med almindelige linjer og var således i princippet mere uafhængige. I praksis var forskellen dog noget teoretisk, og skiltefarverne var da f.eks. også de samme. Da man ved overgangen til sommerkøreplanen 28. maj 1989 stod for betydelige ændringer af busnettet i forbindelsen med forlængelsen af S-banen til Frederikssund, tog man derfor konsekvensen og omdøbte alle hurtigbusser til ekspresbusser, idet flere linjer dog helt blev nedlagt. Dog blev de københavnske hurtigbuslinjer ændret til ekspresbuslinjer allerede 23. april 1989, da dele af køreplansskiftet fandt sted her før end i resten af Hovedstadsområdet.
Af de 12 hurtigbuslinjer blev syv på denne måde ændret til ekspresbuslinjer (4H, 10H, 32H, 33H, 131H, 132H og 162H), mens fire blev erstattet af andre linjer (5H, 308H, 359H og 362H), og en enkelt bortfaldt uden erstatning (340H). Af de overlevende linjer forsvandt linje 15E (ex. 10H), 74E (ex. 32H), 139E (ex. 131H) og 172E (ex. 162H) senere til fordel for de nye S-buslinjer, der etableredes fra 1990 og fremefter. Linje 122E (ex. 132H) nedlagdes til fordel for et andet nyt koncept, pendulbusser, her i form af linje 539P i 1997, mens de første A-buslinjer i 2002 tog livet af linje 4E (ex. 4H). Som den sidste tidligere hurtigbuslinje kørte linje 75E (ex. 33H) sin sidste tur 3. april 2009. Efter temmelig mange omlægninger på Amager kørte den til sidst fra Lufthavnen via Dragør til Ørestad st., indtil nedskæringer i Dragør tog livet af den.

### Hurtigbuslinjer 1974-1989
Nedenfor er gengivet forholdene for hurtigbuslinjerne som de så ud i 1989, for linje 307H dog ved dennes nedlæggelse i 1978. For de linjer der fortsatte under nyt nummer efter 1989 er desuden angivet hvornår disse blev nedlagt.
| Linje | Oprettet           | Omdannet             | Nedlagt            | Linjeføring ved omdannelse eller nedlæggelse                                                                          | Bemærkninger |
| ----- | ------------------ | -------------------- | ------------------ | --- | --- |
| 4H    | 26. september 1982 | 23. april 1989 (4E)  | 20. oktober 2002   | Tingbjerg - Frederikssundsvej - Bellahøj - Ågade - Nørreport st. - Kongens Nytorv                                     | Supplerede linje 7 og 8. Kun mod Kongens Nytorv om morgenen og kun mod Tingbjerg om eftermiddagen. Uden stop mellem Bellahøj og Nørreport.                                                                            |
| 5H    | 13. oktober 1974   | -                    | 23. april 1989     | Mørkhøj, Juni Alle - Frederikssundsvej - Bellahøj - Ågade - Nørreport st. - Komagnistræde                             | Supplerede linje 5. Erstattet af ny linje 17E. Kun mod Kompagnistræde om morgenen og kun mod Mørkhøj om eftermiddagen. Uden stop mellem Bellahøj og Nørreport.                                                        |
| 10H   | 25. september 1983 | 23. april 1989 (15E) | 2. juni 1996       | Avedøre, Byvej - Kettevej - Vigerslev Alle - Ingerslevsgade - Vindebrogade - Borgergade/Sølvgade                      | Supplerede linje 10, modsat linje 11E. Kun mod Borgergade om morgenen og kun mod Avedøre om eftermiddagen. Uden stop mellem Vigerslevvej og Toftegårds Plads og mellem Toftegårds Plads og Bernstorffsgade.           |
| 32H   | 1. oktober 1978    | 23. april 1989 (74E) | 25. september 1994 | Lufthavnen, værkstederne - Saltværksvej - Sundbyvester Plads - Amager Fælledvej - Langebro - Nørreport st.            | Supplerede linje 32. Kun mod Nørreport st. om morgenen og kun mod Lufthavnen om eftermiddagen. Uden stop mellem Sundbyvester Plads og Stormgade.                                                                      |
| 33H   | 13. oktober 1974   | 23. april 1989 (75E) | 5. april 2009      | Dragør Nordstrand - Hartkornsvej - Englandsvej - Sundholmsvej - Langebro - Rådhuspladsen                              | Supplerede linje 33. Kun mod Rådhuspladsen om morgenen og kun mod Dragør om eftermiddagen. Uden stop mellem Vejlands Alle og Indre By.                                                                                |
| 131H  | 1. oktober 1978    | 28. maj 1989 (139E)  | 27. september 1998 | Glostrup st. - Gildhøj - Brøndbyvester Boulevard - Brøndby Strand, Strandesplanaden                                   | Supplerede linje 131. Kun mod Glostrup st. om morgenen og kun mod Brøndby Strand om eftermidddagen. Mellem Glostrup st. og Albjergparken standsedes kun ved Park Alle.                                                |
| 132H  | 1979               | 28. maj 1989 (122E)  | 28. september 1997 | Valby st. - Gammel Køge Landevej - Avedøre Holme - Center Syd - Strandmarksskolen                                     | Supplerede linje 132. Om morgenen kørtes fra Valby st. med afsluttende sløjfe med uret på Avedøre Holme. Om eftermiddagen kørtes mod Valby st. med indledende sløjfe med uret på Avedøre Holme.                       |
| 162H  | 20. april 1975     | 28. maj 1989 (172E)  | 21. oktober 1990   | Lyngby st. - Buddingevej - Gladsaxe Ringvej - Nordre Ringvej - Glostrup st. - Søndre Ringvej - Ishøj st.              | Supplerede linje 162. Nogenlunde svarende til senere linje 300S. |
| 307H  | 24. april 1977     | -                    | 23. april 1978     | Roskilde st. - Jyllinge - Ølstykke st. - Slangerup hhv. Roskilde st. - Jyllinge - Frederikssund - Slangeup - Hillerød | Supplerede linje 307 og oprindelig kørt som en del af denne fra 20. april 1975. Erstattet af hhv. ny linje 308H og ny linje 309E.                                                                                     |
| 308H  | 23. april 1978     | -                    | 28. maj 1989       | Roskilde st. - Jyllinge - Ølstykke st. - Slangeup                                                                     | Supplerede linje 308. Erstattet af linje 309E. Uden stop mellem Roskilde og Jyllinge. |
| 340H  | 26. april 1981     | -                    | 28. maj 1989       | Helsingør st. - Højstrup - Ålsgårde st. - Hornbæk st.                                                                 | Supplerede linje 340. Nedlagt uden erstatning men kørte i forvejen parallelt med Hornbækbanen. Timedrift i dagtimerne på hverdage i begge retninger.                                                                  |
| 359H  | 1. oktober 1978    | -                    | 28. maj 1989       | Store Rørbæk - Ølstykke - Frederikssundsvej - Balleup st.                                                             | Supplerede linje 359. Erstattet af linje 355 og S-tog. Kun mod Ballerup st. om morgenen og kun mod Ølstykke om eftermiddagen.                                                                                         |
| 362H  | 1983               | -                    | 28. maj 1989       | Lynge - Vejrmøllevej - Kærgårdsvej - Knud Rasmussens Vej - Lyngevej - Allerød st.                                     | Supplerede linje 362. Erstattet af linje 335 og 361. Kun mod Allerød st. om morgenen og kun mod Lynge om eftermiddagen. Busserne fortsatte til hhv. udgik fra Blovstrød Center eller Sjælsmark Kaserne som linje 362. |